# Timokracie
Timokracie může být buď:
1. forma vlády, ve které vládnou pouze osoby s majetkem, rozsah jejich moci je určován jejich bohatstvím
2. vláda, do které se mohou dostat pouze lidé považováni společností za čestné

Slovo timokracie je odvozeno z řeckého slova timē / τιμή znamenajícího čest a -kratia znamenajícího vládnout. O timokracii můžeme hovořit např. v Athénách po Solónových reformách.